# Sin-Mubal·lit
Sin-Mubal·lit va ser rei de Babilònia. Pertanyia a la primera dinastia (dinastia amorrea), segons la Llista dels reis de Babilònia. Va succeir al seu pare Apil-Sin.
Va regnar aproximadament de l'any 1812 aC al 1793 aC i va ser el pare d'Hammurabi. En el seu regnat Babilònia es va convertir en un regne poderós, utilitzant sobretot la diplomàcia amb les ciutats-estat de Larsa i Assur, i si convenia, la força, com va fer amb Ur. En el tretzè any del seu regnat va rebutjar un exèrcit dirigit per Rim-Sin I de Larsa, que tenia constants conflictes amb Babilònia. Al dissetè any del seu regnat va conquerir la ciutat d'Isin, i va construir i fortificar diverses ciutats. Rim-Sin va organitzar una coalició que va arribar a entrar a Isin, Rapiqum i Uruk, i va derrotar Sin-Mubal·lit, que es va veure obligat a fer un pacte amb ell.
Babilònia dominava en el seu temps Dilbat, Borsippa, Kix i Sippar i si encara no s'havia conquerit Kazallu ho va fer en aquella època. A la seva mort el va succeir Hammurabi, potser l'any 1793 aC.